# António Joaquim Vieira de Magalhães
António Joaquim Vieira de Magalhães, primeiro e único barão e conde de Magalhães, (Marco de Canaveses, 22 de junho de 1822 – Cascais, 9 de setembro de 1903) foi um político português, tendo ascendido ao cargo de ministro dos negócios da Fazenda em 1870.

## Biografia
Filho de António Vieira de Magalhães (1789-1859), 1.º barão e visconde de Alpendurada, e de D. Margarida Albina de Pereira de Melo (1794-1823). Casou em 29 de julho de 1857 na Igreja Paroquial de São Mamede (Lisboa) com D. Antónia Maria d'Orta (1838-1905), filha de António José de Orta e de D. Manuela de Jesus Thoronjo, de quem teve três filhos:
- Margarida d'Orta Vieira de Magalhães (São José (Lisboa), 13 de Outubro de 1859 - Encarnação (Lisboa), 14 de Setembro de 1937), casou com José Pedro Paulo Melo Figueiredo Pais Amaral (1853-1914), 2º visconde de Taveiro e 1º conde de Santar, com geração;
- António d'Orta Vieira de Magalhães (Campo Grande (Lisboa), 11 de Novembro de 1868 - ?);
- Maria Antónia d'Orta Vieira de Magalhães (São José (Lisboa), 21 de Abril de 1878 - Madrid, 1 de Maio de 1975), casou com Juan Nepumoceno Jordan de Urries y Mendez de Vigo (1876-1875), 7º marquês de Lierta, com geração.

Recebeu o baronato por decreto de 13 de maio de 1854 de D. Pedro V de Portugal, e o condado por decreto de 24 de maio de 1870 de D. Luís I de Portugal.
Faleceu acidentalmente na rua da Nazaré da vila de Cascais, aos 81 anos, residindo habitualmente na freguesia de São José (Lisboa), em seu palácio. Encontra-se sepultado no Cemitério dos Prazeres, em jazigo (número 2150).